# Punts extrems de l'Azerbaidjan

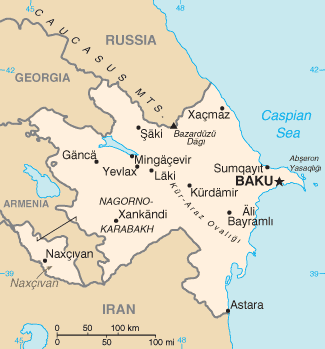
Mapa de l'Azerbaidjan

Aquesta és la llista de punts extrems de l'Azerbaidjan: els punts que són més al nord, sud, est o oest, així com els punts referents a l'altitud.

## Latitud i longitud

### Azerbaidjan (sense comptar a Nakhtxivan)
- Nord: Kachmaz (41° 54′ 00″ N, 46° 25′ 00″ E / 41.90000°N,46.41667°E)
- Sud: prop de Tangov, Astara (38° 24′ 00″ N, 48° 39′ 00″ E / 38.40000°N,48.65000°E)
- Oest:
  - prop de İkinci Şıxlı, Kazah (41° 18′ 00″ N, 45° 00′ 00″ E / 41.30000°N,45.00000°E)
  - l'enclavament proper de Yukari Askipara, marginalment el punt més occidental (41° 04′ 00″ N, 45° 01′ 00″ E / 41.06667°N,45.01667°E)
- Est: Chilov, Bakú (40° 18′ 00″ N, 50° 33′ 00″ E / 40.30000°N,50.55000°E)

### Nakhtxivan
- Nord:
  - prop de Günnüt, Sharur (39° 46′ 00″ N, 45° 04′ 00″ E / 39.76667°N,45.06667°E)
  - l'enclavament de Sharur s'estén lleugerament cap al nord (39° 48′ 00″ N, 44° 58′ 00″ E / 39.80000°N,44.96667°E)
- Sud: Ordubad (38° 51′ 00″ N, 46° 09′ 00″ E / 38.85000°N,46.15000°E)
- Oest: Sadarak (39° 42′ 00″ N, 44° 46′ 00″ E / 39.70000°N,44.76667°E)
- Est: Ordubad (38° 51′ 00″ N, 46° 09′ 00″ E / 38.85000°N,46.15000°E)

## Altitud
- Màxima: Bazardüzü, 4,485 m (41° 13′ 14″ N, 47° 51′ 28″ E / 41.22056°N,47.85778°E)
- Mínima: Mar Càspia, -28 m